# Ivanjica (cheval)
Ivanjcia (1972-1992) est une jument de course de race pur-sang anglais. Sous les couleurs de Jacques Wertheimer, elle remporte le Prix de l'Arc de Triomphe 1976.

## Carrière de courses
Élevée le grand haras américain Claiborne Farm, Ivanjica est achetée pour $ 180 000 par son futur entraîneur Alec Head, pour le compte de Jacques Wertheimer, aux ventes de yearlings de Keeneland. Elle débute victorieusement en octobre de ses 2 ans mais ne peut confirmer dans sa sortie suivante. En 1975, elle fait sa rentrée dans le Prix Vanteaux mais doit se contenter de la troisième place. C'est donc une petite surprise lorsqu'Ivanjica s'impose dans la Poule d'Essai des Pouliches aux dépens de Nobiliary. Dirigée ensuite vers le Prix de Diane dont elle devient la favorite, elle doit y renoncer puisque la réunion est annulée à la suite d'une grève des personnels d'écurie. Elle se rabat sur le Prix d'Ispahan, face aux chevaux d'âge, mais ne peut se mêler à la lutte pour la victoire. Ce n'est pas qu'elle manque de tenue, puisqu'à l'automne, retrouvant ses contemporaines, elle s'adjuge le Prix de la Nonette puis, dans la foulée, le Prix Vermeille pour son premier essai sur la distance classique, une nouvelle fois devant Nobiliary qui, entretemps, a réussi l'exploit de se classer deuxième de Grundy dans le Derby d'Epsom, un exploit rarissime pour une pouliche. Voici donc Ivanjica parmi les prétendants à la victoire dans le Prix de l'Arc de Triomphe dont elle est l'une des favorites, mais Freddy Head, dans la course précédente, chute lourdement et se fracture la main. Serrant les dents, il prétend ne pas avoir mal pour pouvoir monter la protégée de son père, mais la pouliche échoue nettement, finissant dans le cœur d'un peloton dont un extrême outsider, Star Appeal, parvient à s'extraire en vainqueur.     
La première partie de saison de 4 ans d'Ivanjica semble donner tort à son entourage de l'avoir gardée à l'entraînement. La jument peine à retrouver la forme et le chemin du succès, même si elle prend des places dans les Prix Ganay et d'Ispahan. Mais comme l'an dernier, elle esquive les grandes joutes estivales et reprend des couleurs à l'automne. Elle renoue avec le succès dans le Prix du Prince d'Orange puis s'aligne au départ du Prix de l'Arc de Triomphe avec une chance secondaire. Pourvue d'un numéro de corde à l'extérieur, elle musarde en queue de peloton puis accélère dans la ligne droite et dépose ses rivaux, l'emportant devant deux 3 ans français, le Wildenstein Crow, gagnant du St. Leger, et le lauréat du Jockey Club, Youth. À l'heure des cérémonies, Ivanjica se montre facétieuse : effrayée par la meute des photographes et des admirateurs, la jument désarçonne Freddy Head et s'offre un impromptu et dangereux tour de Longchamp. 
Il faut dire qu'à l'hippodrome du Bois de Boulogne, Ivanjica est dans son jardin. D'ailleurs, elle ne l'a jamais quitté. Elle jamais connu un autre hippodrome. C'est rare. Pour sa dernière course, on décide de lui faire voir du pays et elle débarque à Washington pour le Washington, D.C. International. Mais Ivanjica est casanière et loin de ses bases, elle ne peut faire mieux que troisième à distance de Youth qu'elle avait pourtant dominé un mois plus tôt. Ce sera la dernière course, puisqu'elle entre au haras en fin d'année, pour celle qui aura eu l'insigne honneur, unique pour un cheval de course, d'avoir eu son portrait tiré par Andy Warhol.  

### Résumé de carrière
| Date         | Hippodrome  | Pays        | Course                         | Statut      | Distance    | Jockey      | Place       | Écart       | Vainqueur ou deuxième |
| 1974, 2 ans  | 1974, 2 ans | 1974, 2 ans | 1974, 2 ans                    | 1974, 2 ans | 1974, 2 ans | 1974, 2 ans | 1974, 2 ans | 1974, 2 ans | 1974, 2 ans           |
| ------------ | ----------- | ----------- | ------------------------------ | ----------- | ----------- | ----------- | ----------- | ----------- | --------------------- |
| 5 octobre    | Longchamp   | France      | Prix de la Cascade             | maiden      | 1 600 m     | Freddy Head | 1er         | ―           | ―                     |
| 23 octobre   | Longchamp   | France      | Prix des Réservoirs            | L.          | 1 600 m     | Freddy Head | 6e          | ―           | Dona Barod            |
| 1975, 3 ans  |             |             |                                |             |             |             |             |             |                       |
| 20 avril     | Longchamp   | France      | Prix Vanteaux                  | Gr. 3       | 1 900 m     | Ph. Bruneau | 3e / 9      | 1           | Sea Sands             |
| 4 mai        | Longchamp   | France      | Poule d'Essai des Pouliches    | Gr. 1       | 1 600 m     | Freddy Head | 1er / 10    | 1 ½         | Nobiliary             |
| 29 juin      | Longchamp   | France      | Prix d'Ispahan                 | Gr. 1       | 1 850 m     | R. Jallu    | 5e / 8      | 6           | Ramirez               |
| 7 septembre  | Longchamp   | France      | Prix de la Nonette             | Gr. 3       | 2 100 m     | Gary Moore  | 1er / 10    | 1           | Infra Green           |
| 21 septembre | Longchamp   | France      | Prix Vermeille                 | Gr. 1       | 2 400 m     | Gary Moore  | 1er / 13    | 1 ½         | Nobiliary             |
| 5 octobre    | Longchamp   | France      | Prix de l'Arc de Triomphe      | Gr. 1       | 2 400 m     | Freddy Head | 12e / 24    | ―           | Star Appeal           |
| 1976, 4 ans  |             |             |                                |             |             |             |             |             |                       |
| 11 avril     | Longchamp   | France      | Prix d'Harcourt                | Gr. 2       | 2 000 m     | Freddy Head | 6e / 11     | ―           | Liloy                 |
| 2 mai        | Longchamp   | France      | Prix Ganay                     | Gr. 1       | 2 100 m     | Freddy Head | 3e / 11     | 1           | Infra Green           |
| 30 mai       | Longchamp   | France      | Prix Dollar                    | Gr. 2       | 1 950 m     | Freddy Head | 7e / 12     | ―           | Kasteel               |
| 27 juin      | Longchamp   | France      | Prix d'Ispahan                 | Gr. 1       | 1 850 m     | Freddy Head | 2e / 6      | 2 ½         | Full of Hope          |
| 19 septembre | Longchamp   | France      | Prix du Prince d'Orange        | Gr. 3       | 2 000 m     | Freddy Head | 1er / 7     | 4           | Sea Sands             |
| 3 octobre    | Longchamp   | France      | Prix de l'Arc de Triomphe      | Gr. 1       | 2 400 m     | Freddy Head | 1er / 20    | 2           | Crow                  |
| 6 novembre   | Laurel      | États-Unis  | Washington, D.C. International | Gr. 1       | 2 400 m     | Freddy Head | 3e / 8      | 10          | Youth                 |

## Au haras
Envoyée en Irlande puis aux États-Unis, Ivanjica n'a pas brillé comme poulinière. Elle a eu six foals, mais aucun n'a réussi en compétition et seule une de ses filles s'est un peu distinguée au haras en donnant un vainqueur de groupe 3 américain. Ivanjica est morte en 1992.

## Origines
Ivanjica est une fille du champion Sir Ivor, qui après une brillante carrière en Europe (2000 Guinées, Derby, Champion Stakes, deuxième de Vaguely Noble dans l'Arc 1968), est resté aux États-Unis après ses adieux victorieux dans le Washington, D.C. International, et a officié avec succès à Claiborne Farm.  
Astuce, la mère d'Ivanjica, avait montré de la qualité à 2 ans en terminant deuxième du Prix Saint-Roman. Elle n'eut pas d'autre produit notable qu'Ivanjica, elle qui se recommandait de sa sœur Princeline, lauréate du Prix Morny et deuxième de la Poule d'Essai des Pouliches 1969. Deux générations plus haut, il faut noter la présence d'Asheratt, qui à la fin des années 30 avait remporté le Prix de la Salamandre, la Poule des Deux Ans, le Prix La Rochette et le Prix Vanteaux.   

### Pedigree
| Origines de Ivanjica (USA), jument baie née en 1972 | Origines de Ivanjica (USA), jument baie née en 1972 | Origines de Ivanjica (USA), jument baie née en 1972 | Origines de Ivanjica (USA), jument baie née en 1972 |
| --------------------------------------------------- | --------------------------------------------------- | --------------------------------------------------- | --------------------------------------------------- |
| Père Sir Ivor                                       | Sir Gaylord                                         | Turn-To                                             | Royal Charger                                       |
| Père Sir Ivor                                       | Sir Gaylord                                         | Turn-To                                             | Source Sucree                                       |
| Père Sir Ivor                                       | Sir Gaylord                                         | Somethingroyal                                      | Princequillo                                        |
| Père Sir Ivor                                       | Sir Gaylord                                         | Somethingroyal                                      | Imperatrice                                         |
| Père Sir Ivor                                       | Attica                                              | Mr. Trouble                                         | Mahmoud                                             |
| Père Sir Ivor                                       | Attica                                              | Mr. Trouble                                         | Motto                                               |
| Père Sir Ivor                                       | Attica                                              | Athenia                                             | Pharamond                                           |
| Père Sir Ivor                                       | Attica                                              | Athenia                                             | Salaminia                                           |
| Mère Astuce                                         | Vieux Manoir                                        | Brantôme                                            | Blandford                                           |
| Mère Astuce                                         | Vieux Manoir                                        | Brantôme                                            | Vitamine                                            |
| Mère Astuce                                         | Vieux Manoir                                        | Vieille Maison                                      | Finglas                                             |
| Mère Astuce                                         | Vieux Manoir                                        | Vieille Maison                                      | Vieille Canaille                                    |
| Mère Astuce                                         | Ashleen                                             | Alizier                                             | Teleferique                                         |
| Mère Astuce                                         | Ashleen                                             | Alizier                                             | Alizarine                                           |
| Mère Astuce                                         | Ashleen                                             | Asheratt                                            | Sunny Trace                                         |
| Mère Astuce                                         | Ashleen                                             | Asheratt                                            | Fee Esterel (famille 12-e)                          |